# هاردهایم
هاردهایم (به آلمانی: Hardheim) یک شهر در آلمان است که در نکار-ادنوالد واقع شده‌است. هاردهایم ۶٬۸۵۶ نفر جمعیت دارد.

## خواهرخوانده
شهر Müntschemier خواهرخواندهٔ هاردهایم هست.